# بيزنيس 2.0
بيزنيس 2.0 مجلة شهرية تم تأسيسها من قبل رواد الأعمال كريس أندرسون ومارك جروس مع الصحفي جيمس دالي من أجل تسجيل نهضة «الاقتصاد الجديد». اتخذت الشركة سان فرانسيسكو، كاليفورنيا.
نشرت المجلة لأول مرة في يوليو 1998 وتم بيعها إلى شركة تايم، ثم قسم النشر في تايم وارنر في يوليو 2001. فشلت المجلة في تحقيق الربح الكافي وتم إغلاقها، نشر العدد النهائي في أكتوبر 2007.

## التاريخ
لدى بيزنيس 2.0 شريحة عريضة من القراء ومتابعين الإعلانات حيث باعت أكثر من 2000 صفحة إعلانية في عامها الثاني من النشر محققة بذلك رقم قياسي جديد في الصحافة الأمريكية. شملت قائمة المنافسون الأوائل للشركة كل من فاست كومباني وريد هيرنج.

## العواميد والمقالات البارزة
في العدد الأول للمجلة تم إدراج مقال عن «المبادئ العشرة للقيادة في الاقتصاد الجديد» كما ذكرت أكبر 11 شركة في عام 2000. شمل العدد الافتتاحي للمجلة والذي نشر في يوليو 1998 ما يلي: 
- الاهتمام (تهم أقل).
- الفضاء (اختفاء المسافة).
- الوقت (الانهيار).
- الأشخاص (جواهر التاج).
- النمو (التسارع في شبكات الإنترنت).
- القيمة (الارتفاع في حصة السوق).
- الكفاءة.
- السوق (القوة الدراماتيكية للمشترين، فرص جديدة للبائعين).
- الصفقات (لعبة واحد ضد واحد).
- الدفعات (المنتجات متاحة في كل مكان).

في بداية كل عام، كانت بيزنيس 2.0 تطبع قائمة بعنوان «أغبى 101 لحظة لرجال الأعمال» حدثت في العام السابق، الأمر الذي قلدته مجلة فورتشن.

## وصلات خارجية
- أرشيف قابل للبحث في سي إن إن ماني
- وداعا بيزنيس 2.0- مجلة فوربس.
- وداعا بيزنيس 2.0- نيويورك تايمز
- نادي بيزنيس 2.0
- بيزنيس 2.0 إلى التراب- مجلة بلوج
- العدد الأخير لمجلة بيزنيس 2.0
- بيزنيس 2.0